# Hieracium coronarium
Hieracium coronarium es una especie de planta con flor del género Hieracium, de la familia Asteraceae, orden Asterales.

## Distribución
Hieracium coronarium se distribuye por Noruega, Suecia, Finlandia, Rusia y Estonia.

## Taxonomía
Fue descrita científicamente por M. Brenner. Fue publicada en Meddeland. Soc. Fauna Fl. Fenn. 18: 106 (1892).